# DNA
DNA (на български: ДНК) е дебютният албум на британската група Литъл Микс, издаден през ноември 2012 г. Включва в себе си 12 музикални изпълнения, четири от които са хитовите сингли „Wings“, „DNA“, „Change Your Life“ и „How Ya Doin'?“.

## Списък с песните

### Оригинален траклист
1. „Wings“ – 3:39
2. „DNA“ – 3:56
3. „Change Your Life“ – 3:21
4. „Always Be Together“ – 4:26
5. „Stereo Soldier“ – 3:22
6. „Pretend It's OK“ – 3:44
7. „Turn Your Face“ – 3:41
8. „We Are Who We Are“ – 3:03
9. „How Ya Doin'?“ – 3:12
10. „Red Planet“ (с Ти-Боз) – 3:46
11. „Going Nowhere“ – 3:45
12. „Madhouse“ – 3:49

### Интернационално iTunes издание
1. „We Are Young“ (акустика) – 5:12

### 2013 репресивно издание
1. „How Ya Doin'?“ (с Миси Елиът) – 3:33

### Делукс издание диск 1
1. „Love Drunk“ – 3:35
2. „Make You Believe“ – 3:41
3. „Case Closed“ – 3:12
4. „DNA“ (изключен) – 4:15

### 2013 дигитално издание
1. „How Ya Doin'?“ (с Миси Елиът) – 3:33

### Американско делукс издание
1. „How Ya Doin'?“ (с Миси Елиът) – 3:33
2. „We Are Young“ (акустика) – 5:12

### Делукс издание диск 2
1. „Wings“ (видеоклип) – 3:39
2. „Wings“ (акустично видео) – 3:50
3. „We Are Young“ (акустично видео) – 5:13
4. „Създаване на DNA“ – 15:42

### iTunes издание (диск 2)
1. „Mastermind“ (документално видео) – 4:51

### HMV лимитирано издание бонус CD сингъл
1. „DNA“ – 3:56
2. „DNA“ (Kat Krazy радио редактиран) – 3:57

### iTunes Store делукс издание бонус материал
1. „Wings“ (видеоклип) – 3:39
2. „Wings“ (акустично видео) – 3:40
3. „We Are Young“ (акустично видео) – 5:15
4. „Създаване на DNA“ (документално видео) – 15:42
5. „Mastermind“ (документално видео) – 4:51

### Италианско и френско специално издание
1. „Wings“ (акустика) – 3:39
2. „Wings“ (The Alias Club Mix) – 6:04
3. „DNA“ (Kat Krazy Club Mix) – 6:17
4. „Change Your Life“ (The Bimbo Jones радио редактиран) – 3:33

### Интернационално специално издание
1. „Wings“ (акустика) – 3:39
2. „We Are Young“ (акустика) – 5:12
3. „Wings“ (The Alias Club Mix) – 4:59
4. „Change Your Life“ (The Bimbo Jones радио редактиран) – 2:48

### Разширено издание
1. „How Ya Doin'?“ (с Миси Елиът) – 3:33
2. „Cannonball“ – 3:25
3. „How Ya Doin'?“ – 3:13

### Remixes EP
1. „Wings“ (Sunship разширен mix) – 4:51
2. „Wings“ (корейска версия) – 3:40
3. „Wings“ (японска версия) – 3:41
4. „DNA“ (Kat Krazy Club Mix) – 5:34
5. „DNA“ (Eyes Remix) – 4:45
6. „Change Your Life“ (Sonny J Mason радио редактиран) – 4:21